# Bogislaw VI.

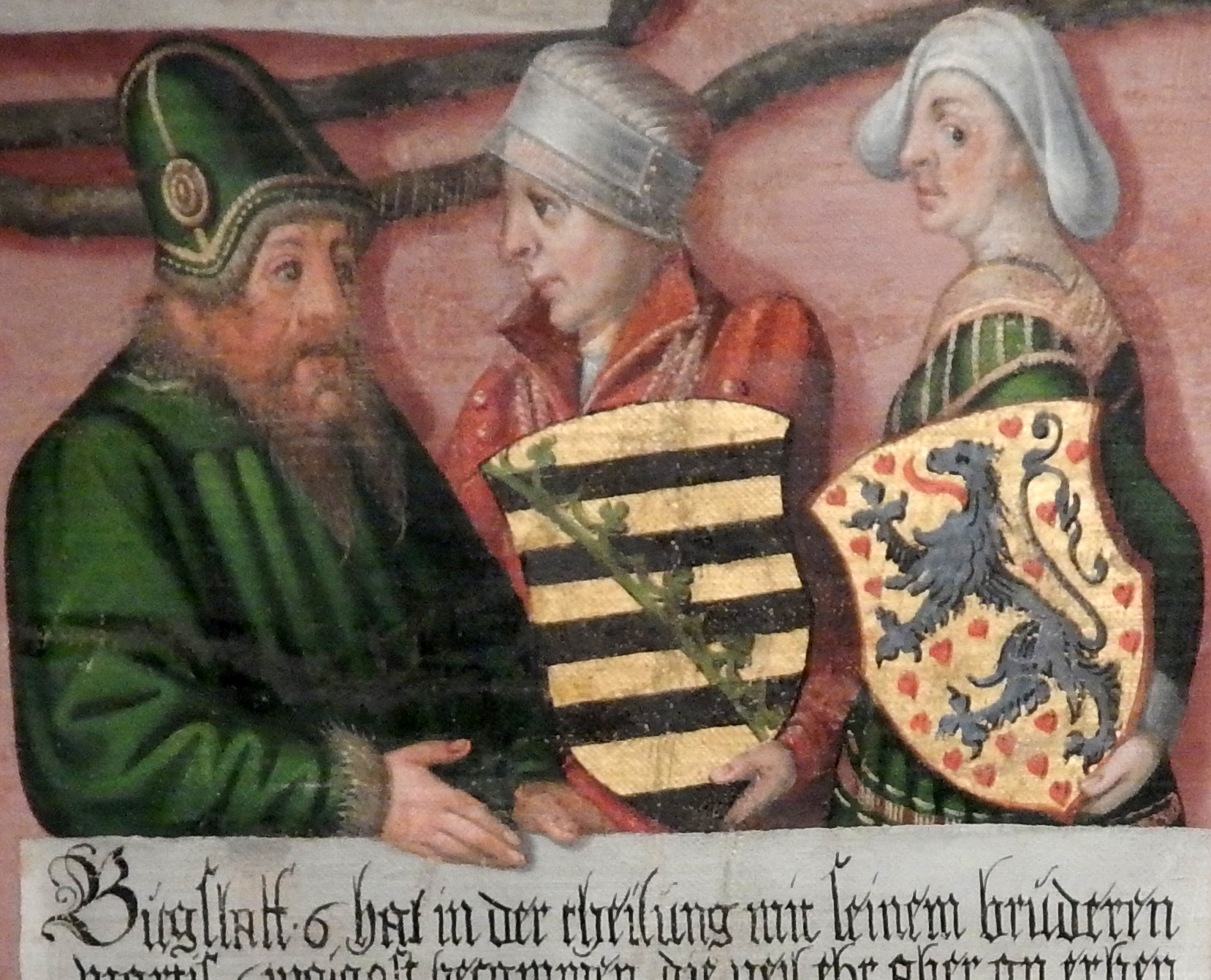
Bogislaw VI. mit seinen beiden Gemahlinnen, aus dem Stammbaum der Greifen von Cornelius Krommeny, 1598.

Siegel Bogislaw VI.

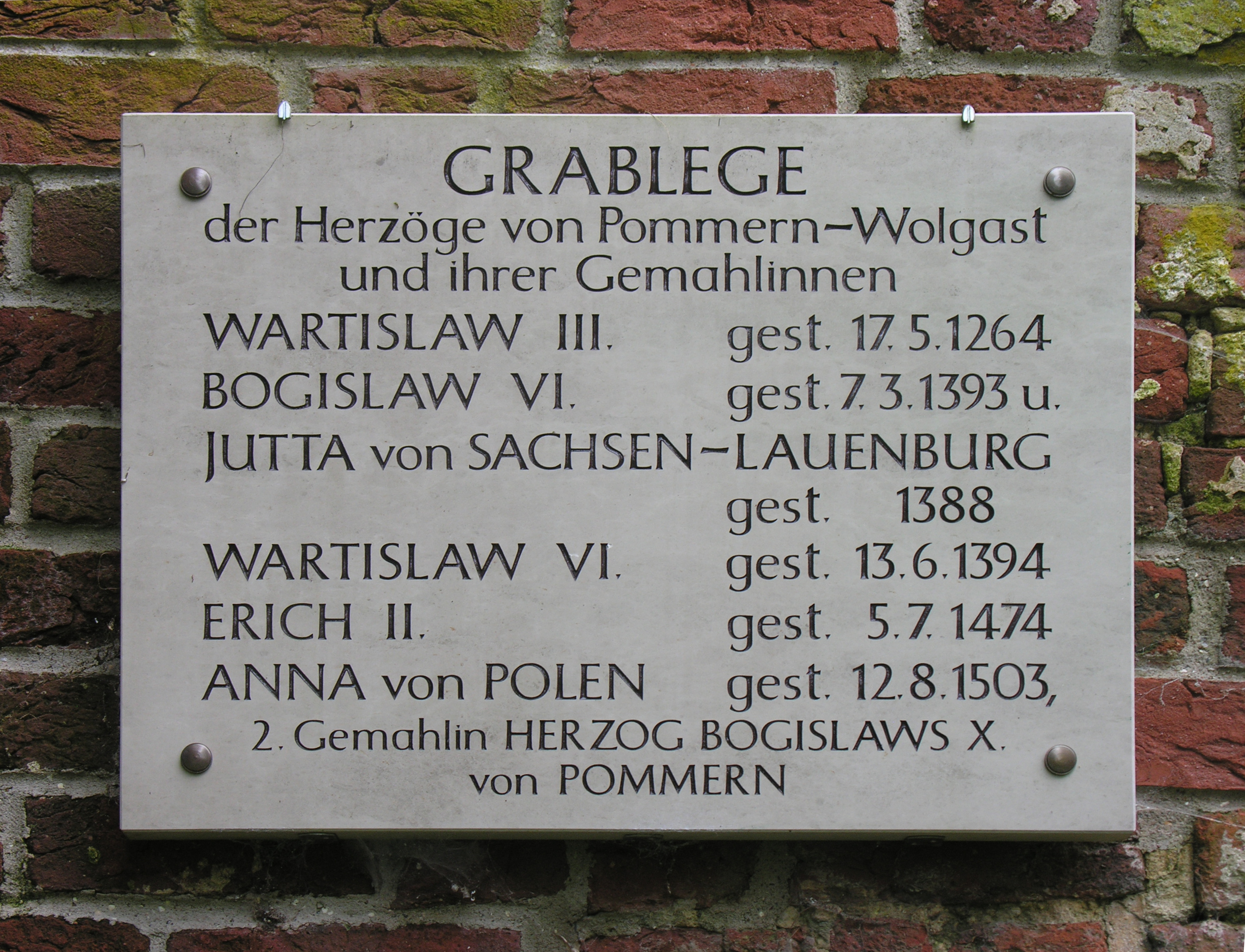
Grablege im Kloster Eldena

Bogislaw VI. (um 1350; † 7. März 1393)  war Herzog von  Pommern-Wolgast.

## Leben
Zusammen mit seinem Bruder Wartislaw VI. trat er 1365 gemeinsam die Nachfolge seines Vaters Barnim IV. an, zunächst aber unter Vormundschaft ihres Onkels Bogislaw V. († 1374). Wegen Streitigkeiten kam es am 25. Mai 1368 in Anklam zu einem dreijährigen Vertrag, der Bogislaw V. das Gebiet jenseits der Swine zustand, während die Brüder das Gebiet diesseits bekamen.
In der Zeit räuberten sie immer wieder im Gebiet von Albrecht von Mecklenburg, bis Wartislav VI. und ein Teil seiner Ritter am 10. November 1368  bei Damgarten in Gefangenschaft gerieten, aus der er sich mit 1300 Mark lösen musste.
Noch kurz vor seinem Tod gründete er im Jahr 1390 die Siedlung Ahrenshoop als Hafen am Loop und sicherte sie mit einer Burg. Die Siedlung wurde aber schon 1395 von Rostocker Truppen zerstört und der Hafen zugeschüttet.
Nach seinem Tod fiel das Erbe an seinen Bruder, da er keine männlichen Nachkommen hatte.

## Ehe und Nachkommen
Bogislaw VI. war in erster Ehe mit Jutta von Sachsen-Lauenburg verheiratet, einer Tochter von Herzog Erich II. von Sachsen-Lauenburg. Herzogin Jutta starb 1388; die Ehe blieb kinderlos.
In zweiter Ehe heiratete Bogislaw VI. im Jahre 1389 Agnes von Braunschweig-Lüneburg, Tochter von Herzog Magnus II. von Braunschweig-Lüneburg. Aus der Ehe von Herzog Bogislaw mit Agnes gingen zwei Töchter hervor: 
- Agnes, deren Vermählung mit Balthasar von Werle vorgesehen war, aber wohl nicht zustande kam
- Sophia († um 1408), ⚭ (I) Herzog Erich von Mecklenburg († 1397); ⚭ (II) Nikolaus V. von Werle

Nach Bogislaws Tod heiratete seine Witwe Agnes im Jahre 1396 Herzog Albrecht III. von Mecklenburg-Schwerin.